# Вуортанаярви
Ву́ортаная́рви (фин. Vuortanajärvi) — озеро на территории Лоймольского сельского поселения Суоярвского района Республики Карелия.

## Общие сведения
Площадь озера — 2,3 км², площадь бассейна — 50,3 км². Располагается на высоте 74,0 метров над уровнем моря.
Форма озера подковообразная: озеро условно разделено на два плёса полуостровом Питкяниеми (фин. Pitkäniemi). Берега большей частью заболочены, с востока — высокие. Сильно изрезаны, в результате чего у озера имеются заливы: на юге — Юляйоэнсуу (фин. Yläjoensuu) и Маялахти (фин. Majalahti), на севере — Алайоэнсуу (фин. Alajoensuu), Питкялахти (фин. Pytkälahti) и Саммаллахти (фин. Sammallahti).
На озере несколько островов различной величины: Мустасаари (фин. Mustasaari) и Мёккисаари (фин. Mökkisaari) (два самых крупных) и ещё не менее восьми малых островов без названия.
Из Вуортанаярви берёт начало река Койринйоки.
Озеро расположено в полутора километрах к северу от трассы Р21 («Сортавала»).
Код водного объекта в государственном водном реестре — 01040300211102000013742.

## Панорама

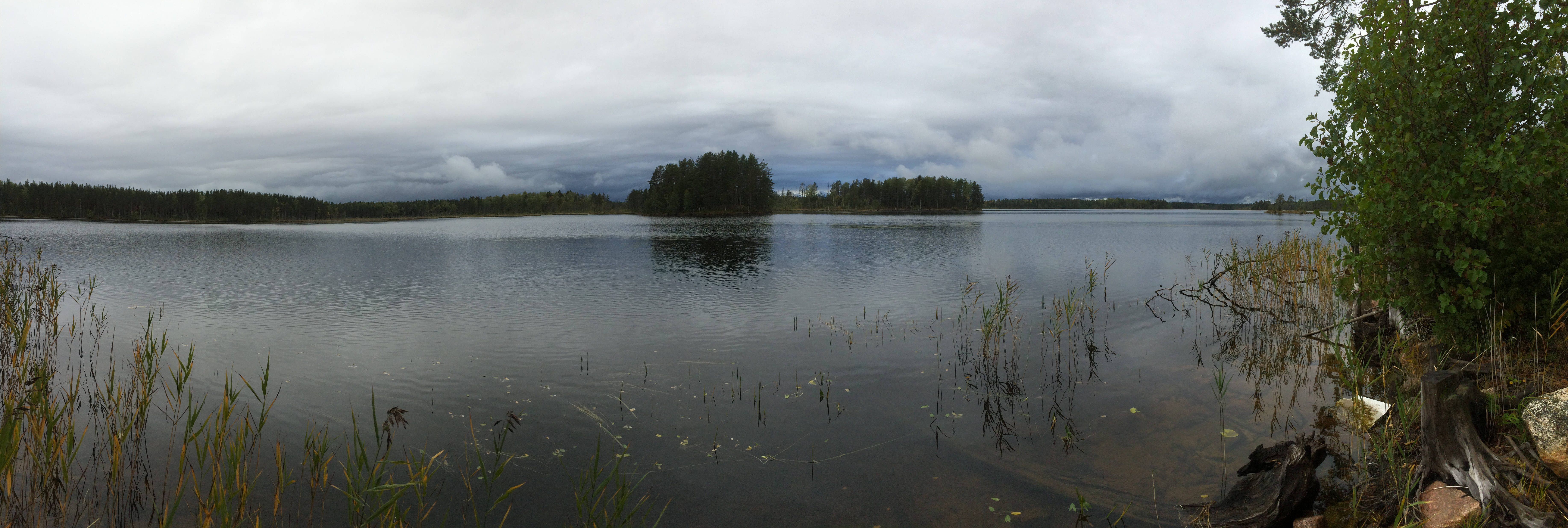
Панорама